# استنطاء
الاستنطاء ظاهرة صوتية قديمة وهي إبدال العين الساكنة نونًا إذا جاورت حرف الطاء كأنطي في أعطي. وهذه الظاهرة ليست عامة في كل عين ساكنة جاورت طاءً، وإنما هو خاص بكلمة أعطى ومشتقاتها. وتنسب هذه الظاهرة إلى سعد بن بكر، وهذيل، والأنصار، والأزد، وقيس. وهي شائعة في عصرنا هذا في شرق الجزيرة العربية والعراق وحوران-جنوب سورية وشمال الأردن-. وقلب العين إلى طاء ليس له تفسير صوتي لبعد مخرجيهما. ويربط رابين بين هذا الفعل والفعل العبري (نطى) «مد يده» ويربطه رمضان عبد التواب بالفعل العبري (نتن) «أعطى» والفعل السرياني (نتل) «يعطي».